# Mystery to Me
Mystery to Me é o oitavo álbum de estúdio da banda anglo-americana de rock Fleetwood Mac, lançado em outubro de 1973. É o último disco com a participação do guitarrista Bob Weston. A maioria das composições são do vocalista e guitarrista Bob Welch e da vocalista e tecladista Christine McVie, esta última responsável por introduzir canções de inclinação pop no repertório da banda.

## Faixas
1. "Emerald Eyes" (Welch)
2. "Believe Me" (C McVie)
3. "Just Crazy Love" (C McVie)
4. "Hypnotized" (Welch)
5. "Forever" (Weston/J McVie/Welch)
6. "Keep On Going" (Welch)
7. "The City" (Welch)
8. "Miles Away" (Welch)
9. "Somebody" (Welch)
10. "The Way I Feel" (C McVie)
11. "For Your Love" (Gouldman)
12. "Why" (C McVie)